# Spirostreptus binodifer
Spirostreptus binodifer är en mångfotingart som beskrevs av Voges 1878. Spirostreptus binodifer ingår i släktet Spirostreptus och familjen Spirostreptidae. Inga underarter finns listade i Catalogue of Life.